# Carlo Pastore
Carlo Pastore (Borgomanero, 18 giugno 1985) è un direttore artistico e conduttore radiofonico italiano.

## Biografia
Inizia a collaborare al sito Rockit nel 2000, ancora studente. Ne diviene caporedattore dal 2004 al 2007, appena trasferitosi a Milano.
Nel 2007 entra nel gruppo di VJ di MTV Italia. Conduce MTV Our Noise (poi MTV Your Noise nella seconda stagione), Hitlist Italia, Total Request Live e la quarta edizione dei TRL Awards, da Trieste.
Dal 2009 collabora con la Rai, scrive e conduce per Rai 4 Volevo essere Michael Jackson, partecipa alla terza e quarta edizione di X Factor (Italia) su Rai 2.
Dal 2010 su Rai Radio 2 cura e conduce Babylon, un programma musicale con selezione musicale internazionale, ospiti live e mix esclusivi, in onda durante il weekend. Il programma, che oggi viene ricordato come "l’unica voce sull’etere che mandava in onda trap e indie/it-pop, prima che tutti se ne accorgessero", termina dopo nove stagioni nel 2019.
Dal 2005 è direttore artistico del MI AMI Festival, importante festival di nuova musica italiana in cui hanno debuttato dal vivo I Cani, Cosmo e Liberato tra gli altri. Assieme a Desirèe Restuccia, ha firmato il documentario L'animale che mi porto dentro vuole te, ricerca sul ruolo che i festival (e in particolare il MI AMI) hanno in Italia. 
Dal 2016 scrive e conduce Credits, format televisivo che racconta i grandi album della musica italiana - da Vasco Rossi a Cesare Cremonini - partendo dai credits, in onda sui canali di Discovery Italia: prima Deejay TV - NOVE e poi Real Time.
Dal 2019 cura e conduce Niente di strano, format on line con live e interviste musicali in diretta dagli uffici di Buddybank, al diciannovesimo piano della Torre Unicredit. Tra gli ospiti della prima stagione Marracash, Mahmood, Achille Lauro, Mecna e Sick Luke e Giorgio Poi. La seconda stagione si è svolta nell'autunno 2020 dall'Alcatraz di Milano, scelto come simbolo delle difficoltà del settore musicale a causa della pandemia di COVID-19. Fra i maggiori ospiti che si sono esibiti: Samuele Bersani, Francesco Bianconi, Gué Pequeno, Ernia, Psicologi e Ariete. La terza e ultima stagione è andata in onda dal Teatro La Cucina di Milano all'interno dell'ex Ospedale Psichiatrico Paolo Pini, a dimostrazione del legame con le tematiche sociali. Ospiti fra gli altri: Sottotono, Coez, Rkomi, Neffa, Massimo Pericolo, I Hate My Village, Motta.
È direttore artistico della prima edizione del Red Bull Sound Clash, una sfida-evento fra Carl Brave e Frah Quintale svoltasi a Napoli il 23 novembre 2019. Sempre a Napoli, più precisamente a Scampia, è direttore creativo e autore del format Red Bull 64 Bars Live. La prima edizione si è svolta l'8 ottobre 2022. L'evento ha coinvolto sette pesi massimi del rap italiano fra cui Marracash, Guè e Fabri Fibra, oltre ottomila spettatori, è stato definito "l'evento musicale dell'anno". L'evento si è ripetuto il 7 ottobre 2023, portando sul palco Lazza, Geolier, Rose Villain, Luchè e Noyz Narcos e diecimila persone in piazza. È stato premiato ai BEA Awards come evento musicale dell'anno. La quarta edizione si svolgerà il 4 ottobre a Corviale, Roma.
Nel 2020 conduce con Gué Pequeno la prima stagione di Zeitgeist su TRX radio, in cui viene raccontata la storia del rap divisa in decadi con diversi ospiti fra cui Don Joe dei Club Dogo e Lazza. Dal 2019 al 2022 è al microfono de Il Trequartista con Giorgio Terruzzi. Dal 2025 conduce @Small Talk, per Juventus Football Club.
Negli anni, con Sangue Disken ha prodotto dischi di band indipendenti fra cui Altro e Minnie's. Si è esibito come dj in tutta Italia. Con la sua band Wemen ha pubblicato due dischi e diversi EP. È stato resident dj di diversi club: Rocket e Sottomarino Giallo di Milano, Astoria di Torino, Club NME Venice. Nel 2019 ha partecipato con un cameo al disco di Auroro Borealo Adoro Borealo nella canzone Di che cosa parlano i miei testi.

## Storico

### Radio / podcast
- 2009 – Effetto notte (Rai Radio 2)
- 2010 – Traffic (Rai Radio 2, con Brenda Lodigiani)
- 2010-2019 – Babylon (Rai Radio 2)[29]
- 2019-2022 - Il Trequartista (podcast con Giorgio Terruzzi)
- 2020 – Zeitgeist (podcast audio-video per TRX Radio, con Gué Pequeno)
- 2023 – Mangiare Mangiarotti (con Giorgio Terruzzi per Triennale di Milano)
- 2025 - @Small Talk (Juventus Football Club)

### Televisione / Web
- 2007 – MTV Our Noise
- 2008 – MTV Your Noise
- 2008 – Hitlist Italia
- 2008-2009 – Total Request Live
- 2009 – TRL Awards
- 2009 – Volevo essere Michael Jackson (Rai 4)
- 2009 – X Factor - Il processo (Rai 2)
- 2010 – eXtra Factor ´Rai 2)
- 2016-2017 – Credits (Nove, Real Time)
- 2019-2021 – Niente di strano
- 2021 – Amazon Music Session
- 2023 – Lin11

### Editoria
- 2009 – Se fai un bel respiro (Arnoldo Mondadori Editore)
- 2009 – Giorni migliori (Edizioni Bravagente)

### Direzione artistica / creativa
- 2005 - oggi – MI AMI Festival
- 2019 – Red Bull Sound Clash
- 2020 – Cuori Impavidi all'Idroscalo di Milano
- 2021-2024 Dr. Martens Fest presented by MI AMI (fka Tough As You Fest)[30]
- 2022-2025 Red Bull 64 Bars Live